# Wouter Dronkers
Wouter Dronkers (Vlaardingen, 3 mei 1993) is een voormalig Nederlandse profvoetballer die als doelman speelde.

## Clubcarrière

### FC Twente
Op 12 maart 2010 tekende Dronkers een opleidingscontract bij FC Twente. Op  9 september 2013 vierde hij zijn debuut in de Eerste divisie voor Jong Twente tegen FC Eindhoven. Hij speelde de volledige wedstrijd en moest zich tweemaal omdraaien.
Dronkers maakte meermaals deel uit van de selectie van FC Twente, waaronder in de UEFA Europa League wedstrijd tussen FC Twente en Helsingborg in december 2012. Het lukte Dronkers echter niet om door te breken bij FC Twente.
FC Twente maakte in maart 2014 bekend het in juli aflopende contract van Dronkers niet te verlengen.

### Vitesse
Op 26 juli 2014 tekende Dronkers een contract bij het Arnhemse Vitesse waar hij op 4 juli 2015 zijn officieuze debuut maakte in de oefenwedstrijd tegen KV Oostende
Op 25 augustus 2015 werd de wedstrijd tussen Jong Sparta en Jong Vitesse gestaakt na een nek-blessure van Dronkers.
In december 2016 maakte Dronkers via de officiële clubkanalen bekend dat hij na afloop van het seizoen 2016-2017 zijn voetbalcarrière voort zal zetten in de Verenigde Staten en zijn geneeskunde studie zal gaan vervolgen aan de Harvard Universiteit in Cambridge.

### Boston City FC
In maart 2018 tekende Dronkers een contract bij het Amerikaanse Boston City FC, dat uitkomt in de National Premier Soccer League. In de periode tussen Vitesse en Boston City FC speelde Dronkers mee met Harvard Club Soccer, een van de voetbal elftallen van de Harvard University.

## Nederlands elftal
Dronkers maakte op 22 september 2009 zijn debuut voor het Nederlands elftal onder 17 jaar in de met 1-0 verloren oefeninterland in en tegen de leeftijdsgenoten van Frankrijk. In hetzelfde jaar speelde Dronkers verder interlands tegen Malta, Griekenland en Tsjechië.
Op 17 november 2010 maakte Dronkers zijn debuut voor het Nederlands elftal onder 18 jaar in de gewonnen wedstrijd tegen Roemenië. In dat seizoen speelde hij verder tegen Slovenië en Polen.